# بئر الشيخ (خنفر)

تعديل مصدري - تعديل

بئر الشيخ هي إحدى قرى عزلة جعار بمديرية خنفر التابعة لمحافظة أبين، بلغ تعداد سكانها 920 نسمة حسب تعداد اليمن لعام 2004.